# Ghoul School
Ghoul School is een computerspel dat werd ontwikkeld door Imagineering en uitgegeven door Electro Brain Corperation. Het spel werd in maart 1992 uitgebracht voor de Nintendo Entertainment System.